# Koróc

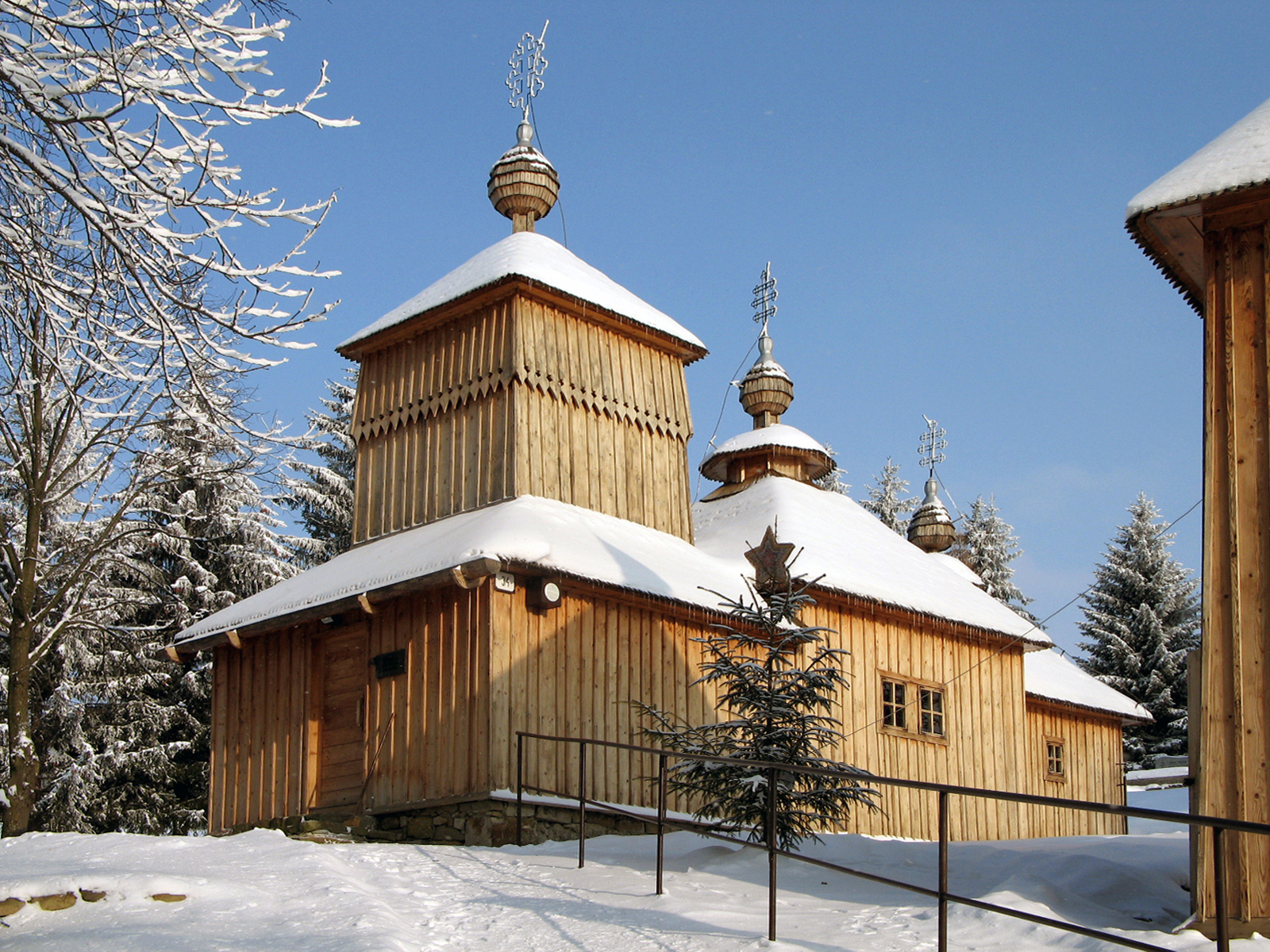
A Védelmező Istenanya temploma

Koróc (1899-ig Korejócz, szlovákul: Korejovce) község Szlovákiában, az Eperjesi kerület Felsővízközi járásában.

## Fekvése
Felsővízköztől 13 km-re északkeletre, a Ladomér-patak felett fekszik.

## Története
A települést 1573 és 1598 között alapították a makovicai uradalom területén. 1600-ban „Kerowche” alakban említik először. 1618-ban „Koreocz” néven szerepel. 1713-14-ben elnéptelenedett. 1787-ben 22 házában 133 lakos élt.
A 18. század végén Vályi András így ír róla: „KOREJÓCZ. Korejovce. Orosz falu Sáros Várm. földes Ura G. Szirmai Uraság, lakosai katolikusok, és ó hitűek, fekszik a’ Makovitzai Uradalomban, legelője, fája van, vidéke soványas.”
1828-ban 25 háza volt 194 lakossal, akik mezőgazdasággal és erdei munkákkal foglalkoztak.
Fényes Elek 1851-ben kiadott geográfiai szótárában így ír a faluról: „Korejócz, Sáros v. orosz falu, a makoviczi uradalomban, Orlikhoz 1 óra: 194 g. kath. lak.”
A 20. század elején sok lakója kivándorolt. 1920 előtt Sáros vármegye Felsővízközi járásához tartozott.
1944 októberében a harcok következtében a falu leégett. Lakói később Felsővízköz és Kassa üzemeiben, valamint csehországi gyárakban dolgoztak.

## Népessége
| Év:            | 1994. | 2004. | 2014.    | 2024.    |
| -------------- | ----- | ----- | -------- | -------- |
| Emberek száma: | 66    | 66    | 79       | 69       |
| Eltérés:       |       | +0 %  | +19,69 % | -12,65 % |

| Év:            | 2023. | 2024.   |
| -------------- | ----- | ------- |
| Emberek száma: | 71    | 69      |
| Eltérés:       |       | -2,81 % |

1910-ben 104, túlnyomórészt ruszin lakosa volt.
2001-ben 70 lakosából 51 szlovák és 19 ruszin volt.
2011-ben 64 lakosából 48 szlovák és 13 ruszin.

## Nevezetességei
- A Védelmező Istenanya tiszteletére szentelt görögkatolikus fatemploma 1764-ben épült. Tornya hagymakupolás. A templom melletti, szintén fából készült harangláb három harangja közül a legrégibb 1769-ben készült. Ikonosztáza Bátorhegyről származik.